# 존 포터
존 포터(John Potter, 1674년~1747년 10월 10일)는 캔터베리 대주교이다.
요크셔 출신으로 1715년 옥스퍼드 주교가 되었고, 1737년 캔터베리 대주교가 되었다.